# Charles Richard-Hamelin
Charles Richard-Hamelin (ur. 17 lipca 1989 w Lanaudière) – kanadyjski pianista, laureat II nagrody na XVII Międzynarodowym Konkursie Pianistycznym im. Fryderyka Chopina (2015).

## Życiorys
Jest absolwentem Uniwersytetu McGilla i Uniwersytetu Yale (Yale School of Music). Studiował też w Conservatoire de musique de Montréal. Uczestniczył w licznych klasach mistrzowskich. W trakcie swojej kariery osiągnął sukcesy na kilku konkursach pianistycznych:
- Prix d’Europe (2011) – zwycięzca
- Narodowy Konkurs Pianistyczny Orkiestry Symfonicznej w Toronto (2012) – I nagroda
- Międzynarodowy Konkurs Muzyczny w Montrealu (2012) – II nagroda i nagroda za najlepsze wykonanie muzyki kanadyjskiej
- Międzynarodowy Konkurs Muzyczny w Seulu (2014) – III nagroda i nagroda za najlepsze wykonanie sonaty Beethovena
- XVII Międzynarodowy Konkurs Pianistyczny im. Fryderyka Chopina (2015) – II nagroda i nagroda za najlepsze wykonanie sonaty Chopina

Jest pierwszym Kanadyjczykiem, który został laureatem jednej z pierwszych trzech nagród Konkursu Chopinowskiego. W 2015 ukazała się jego płyta z muzyką Fryderyka Chopina.